# Duško Tošić
Duško Tošić, född 19 januari 1985 i Zrenjanin, Socialistiska republiken Serbien, SFR Jugoslavien
, är en serbisk fotbollsspelare.

## Klubbkarriär
Den 28 januari 2021 värvades Tošić av turkiska Kasımpaşa, där han skrev på ett kontrakt över resten av säsongen 2020/2021.

## Landslagskarriär
Tošić debuterade för Serbiens landslag den 15 november 2006 i en 1–1-match mot Norge. I maj 2018 blev han uttagen i Serbiens trupp till fotbolls-VM 2018.